# Plantà
Dins del context faller i foguerer, la Plantà (col·loquial per Plantada), és l'alçament de la falla. La Plantà oficial de les Falles de València té lloc a la nit del 15 al 16 de març, quan totes les falles grans han d'estar plantades, i a la nit del 14 al 15 en el cas de les infantils. En diverses poblacions la nit de la plantà té lloc un dia després a la data marcada en el programa de festejos fallers de la ciutat de València. A les Fogueres de Sant Joan d'Alacant, la plantà es du a terme el 20 de juny. La raó és que el jurat designat per l'entitat corresponent, per cada secció o població, ha de passar a primera hora de l'endemà a la nit de la Plantà per avaluar els diferents treballs dels artistes fallers.
Antigament la plantà es començava i es finalitzava la mateixa jornada, però actualment, a causa de la complexitat dels cadafals fallers, i del fet que els artistes fallers realitzen obres per a diferents comissions alhora, sol començar alguns dies abans. És tradicional la col·laboració de tots els fallers, que durant l'última nit ajuden desinteressadament a l'artista, i donen els últims retocs a la falla. Una manera diferent de gaudir les falles és passejar, especialment per la ciutat de València la nit del quinze de març.

## Mètodes de Plantà[2]
- Plantà al tomb
- Plantà amb grua
- Plantà amb bastides

## Galeria

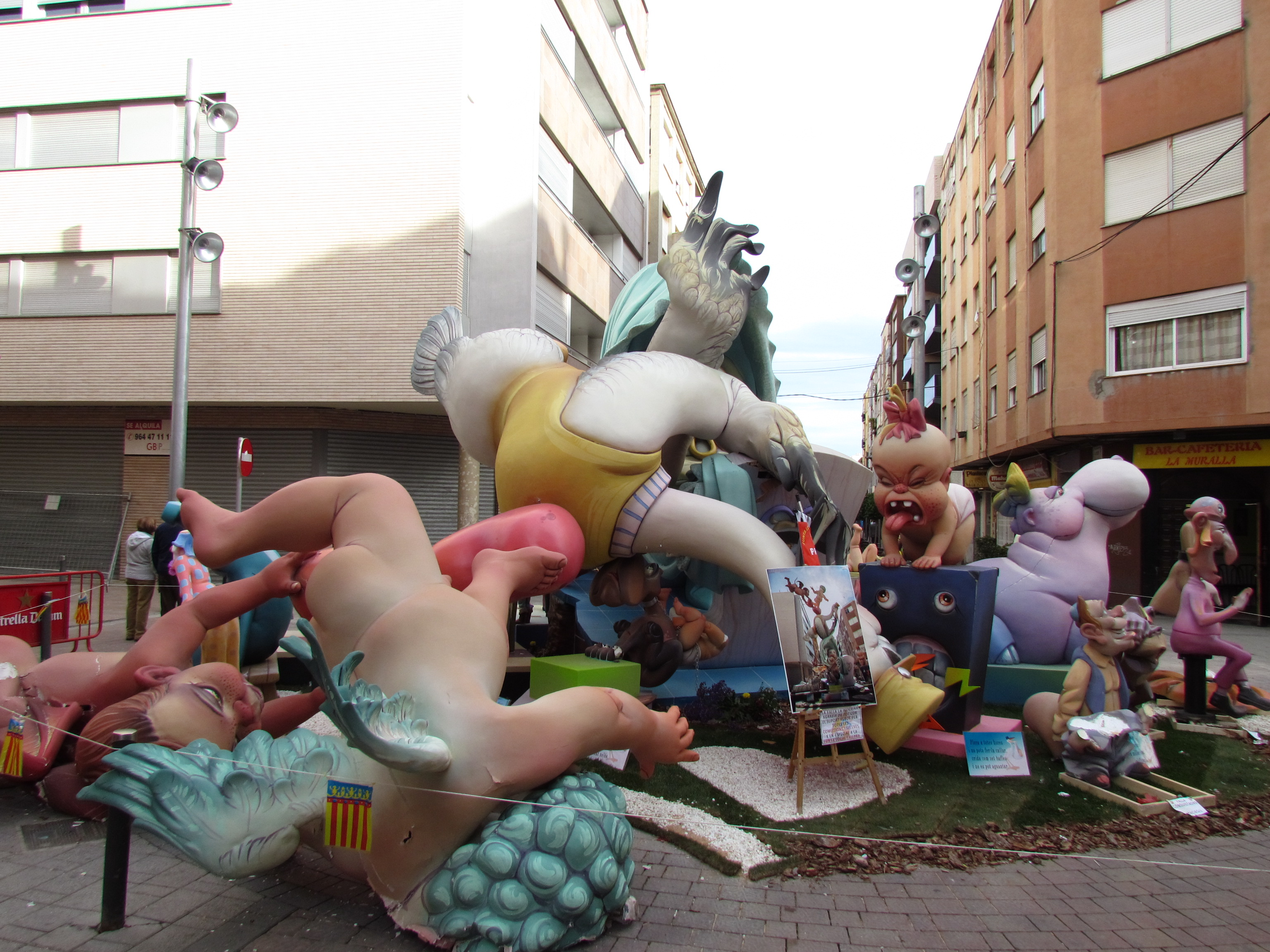
De vegades el vent fa caure la falla. La Paperina de Benicarló, 2013.
- Vídeo amb la plantà del cap de cavall del monument central del Pilar 2013.
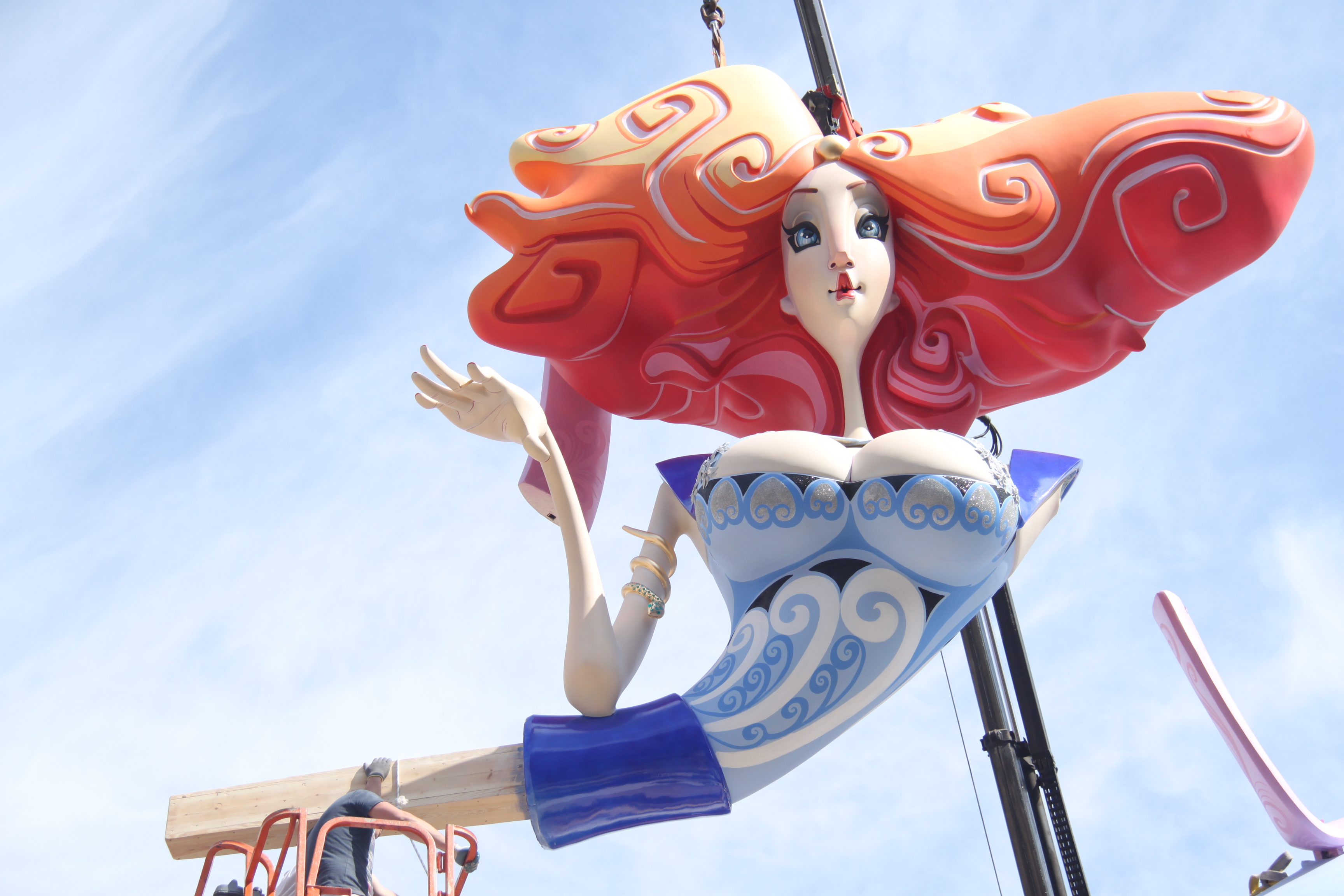
Vol del remat de la Falla 2017 de Julio Monterrubio per la comissió Monestir de Poblet - A. Albiñana
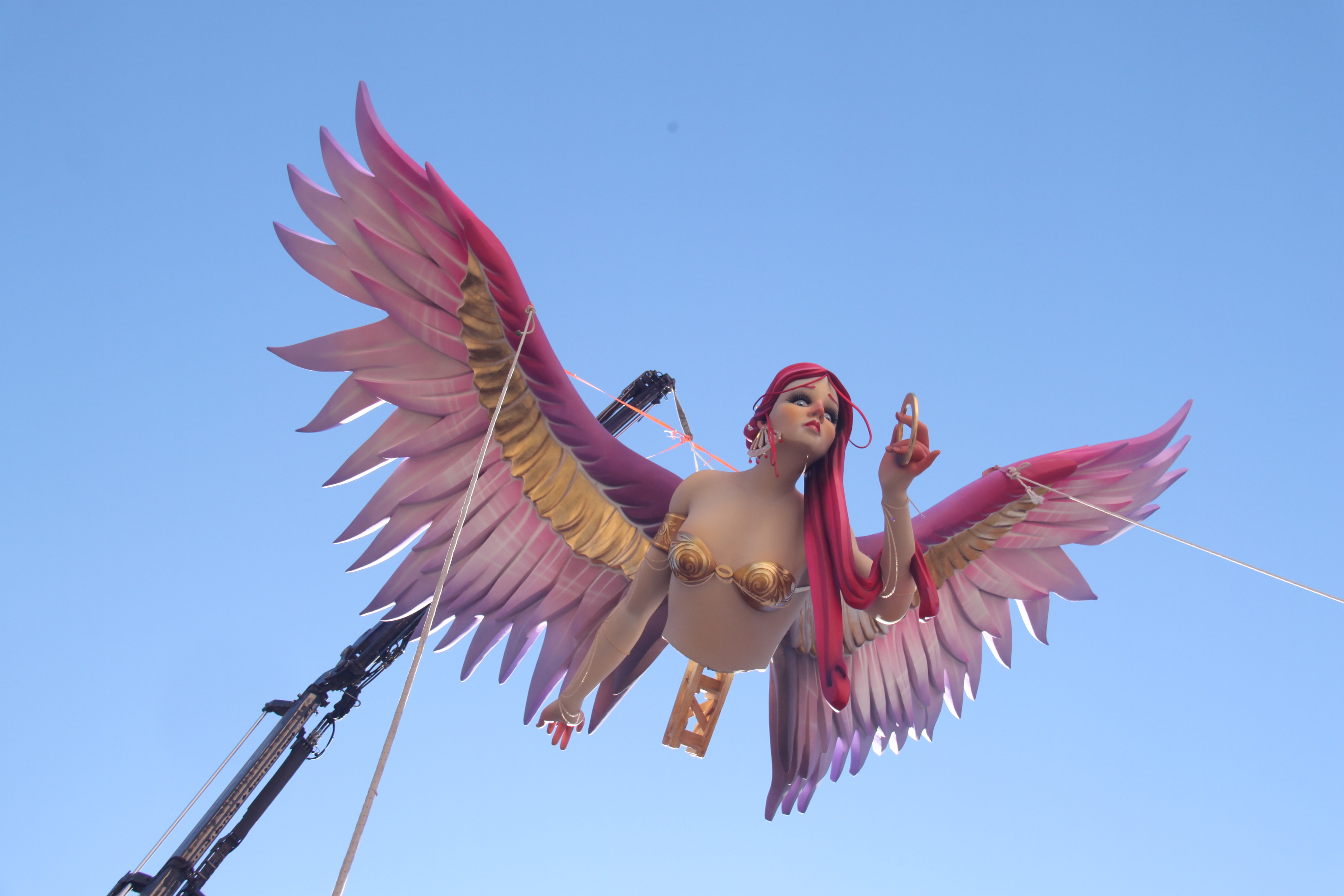
Plantà amb grua del remat de la Falla 2019 de Vicent Martínez per la comissió Cuba - Literat Azorin
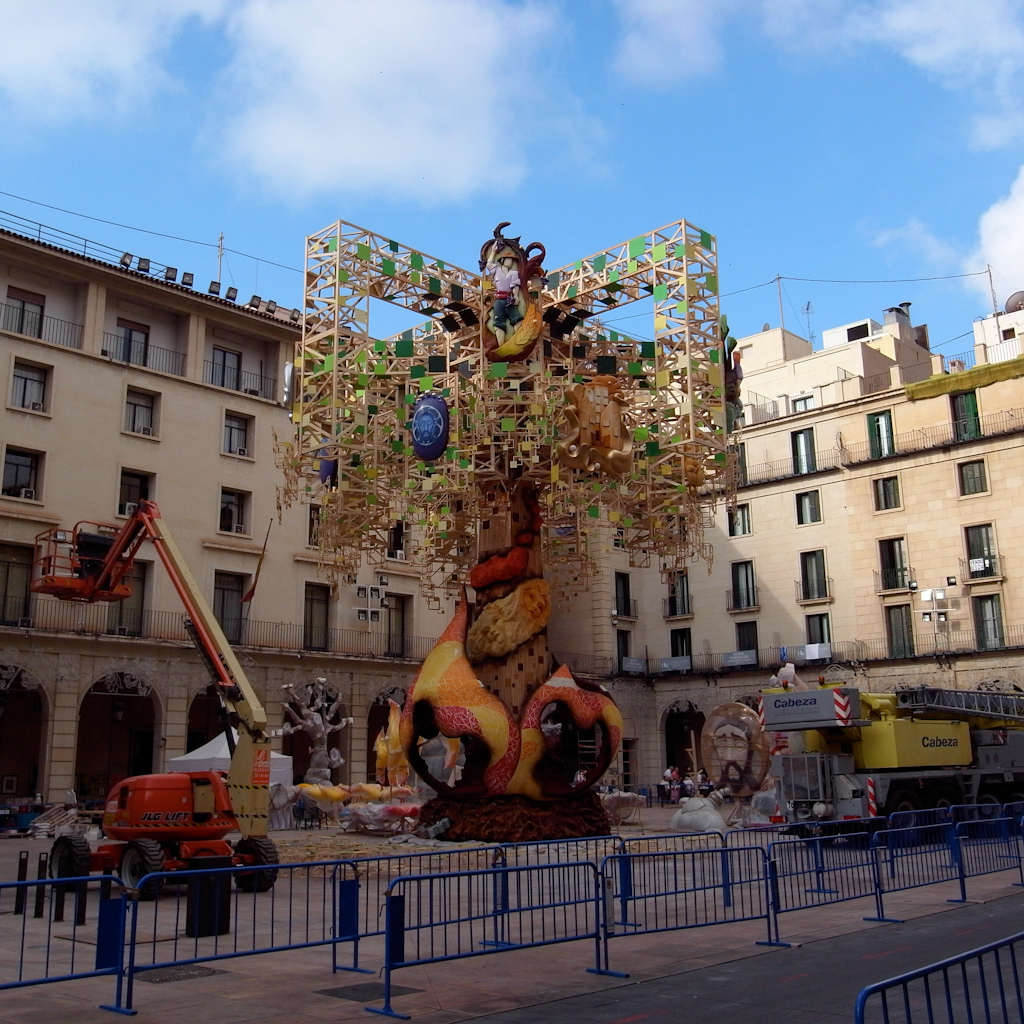
Plantà de la Foguera oficial d'Alacant 2011 obra dels germans Fonseca
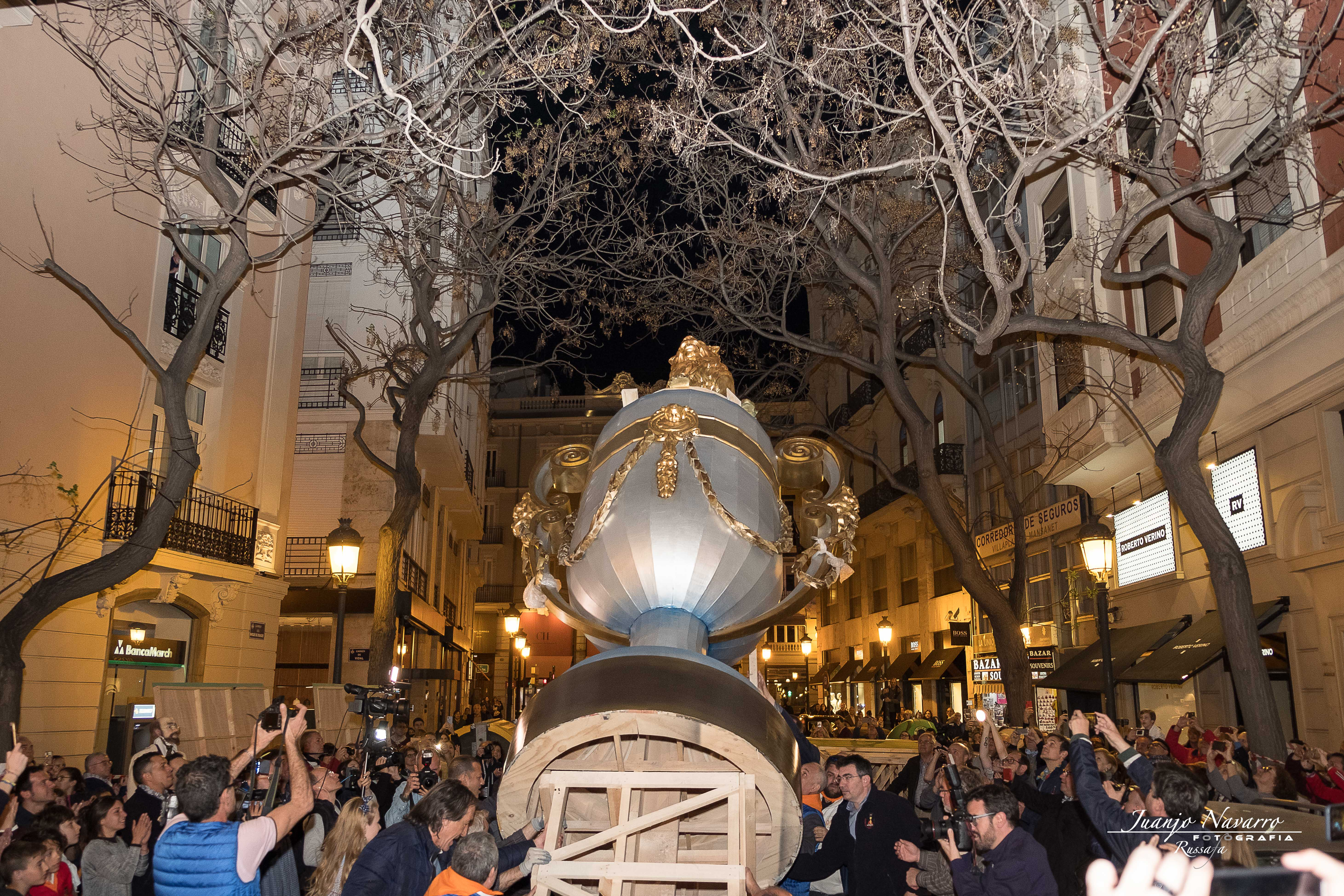
Plantà al tomb de la Falla 2019 de la comissió Reina - Pau - Sant Vicent obra de Manolo Garcia.